# Domenico Ercole Del Rio
Domenico Ercole del Rio (c. 1718 - c. 1802) foi um advogado, enxadrista, problemista e autor italiano. É conhecido por seu livro Osservazioni sopra il giuoco degli scacchi publicado com o pseudônimo de "anônimo modenense" em 1750, que foi a base para o trabalho de Giambattista Lolli treze anos depois.